# Kościół św. Antoniego z Padwy w Mińsku Mazowieckim
Kościół św. Antoniego z Padwy – kościół rzymskokatolicki w Mińsku Mazowieckim położony przy ul. Stefana Kardynała Wyszyńskiego 54.
Świątynia, której budowa trwała kilkanaście lat składa się z dwóch kościołów (dolny mniejszy i górny większy), kaplicy, dzwonnicy i zakrystii. Posiada ona status Sanktuarium.

## Parafia
Parafia pw. św. Antoniego została erygowana w 1984 roku. Proboszcz tej parafii stoi jednocześnie na czele dekanatu św. Antoniego obejmującego zachodnią połowę miasta i jego okolic oraz Gminę Kołbiel. Sama parafia swoim zasięgiem obejmuje centrum oraz zachodnią i północno-zachodnią część miasta.